# Liste der Straßen und Plätze in Dölzschen

Lage der Gemarkung Dölzschen in Dresden

Die Liste der Straßen und Plätze in Dölzschen beschreibt das Straßensystem im Dresdner Stadtteil Dölzschen mit den entsprechenden historischen Bezügen. Aufgeführt sind Straßen, die im Gebiet der Gemarkung Dölzschen liegen. Kulturdenkmale in der Gemarkung Dölzschen sind in der Liste der Kulturdenkmale in Dölzschen aufgeführt.
Dölzschen gehört zum statistischen Stadtteil Naußlitz der sächsischen Landeshauptstadt Dresden. Wichtigste Straße in der Dölzschener Flur ist die Bundesautobahn 17 (Europastraße 55), die im Dölzschener Tunnel über die Weißeritztalbrücke verläuft. Durch den Plauenschen Grund führt die Tharandter Straße (Staatsstraße 194). Insgesamt gibt es in Dölzschen 28 benannte Straßen, die in der folgenden Liste aufgeführt sind.

## Legende
Die nachfolgende Tabelle gibt eine Übersicht über die vorhandenen Straßen und Plätze im Ortsteil sowie einige dazugehörige Informationen. Im Einzelnen sind dies:
- Name/Lage: Aktuelle Bezeichnung der Straße oder des Platzes sowie unter ‚Lage‘ ein Koordinatenlink, über den die Straße oder der Platz auf verschiedenen Kartendiensten angezeigt werden kann. Die Geoposition gibt dabei ungefähr die Mitte der Straße an.
- Länge/Maße in Metern: Die in der Übersicht enthaltenen Längenangaben sind nach mathematischen Regeln auf- oder abgerundete Übersichtswerte, die in Google Earth mit dem dortigen Maßstab ermittelt wurden. Sie dienen eher Vergleichszwecken und werden, sofern amtliche Werte bekannt sind, ausgetauscht und gesondert gekennzeichnet. Bei Plätzen sind die Maße in der Form a × b dargestellt. Der Zusatz ‚im Stadtteil‘ bzw. ‚im Ortsteil‘ gibt an, wie lang die Straße innerhalb des Stadt-/Ortsteils ist, sofern sie durch mehrere Stadt-/Ortsteile verläuft.
- Namensherkunft: Ursprung oder Bezug des Namens.
- Jahr der Benennung: Zeitpunkt, zu dem die Straße ihren heute gültigen Namen erhielt (sofern bekannt).
- Anmerkungen: Weitere Informationen bezüglich anliegender Institutionen, der Geschichte der Straße, historischer Bezeichnungen, Baudenkmalen usw.
- Bild: Foto der Straße.

## Straßenverzeichnis
| Name/Lage                    | Länge/Maße | Namensherkunft                                                                                | Jahr der Benennung | Anmerkungen | Bild                                                   |
| ---------------------------- | ---------- | --------------------------------------------------------------------------------------------- | ------------------ | --- | ------------------------------------------------------ |
| Alfred-Darre-Weg Lage        |            | Alfred Darre (1890–1945), Gemeindevorsteher und Bürgermeister von Dölzschen von 1920 bis 1933 | 2000               | |                                                        |
| Alfred-Schmieder-Straße Lage |            | Alfred Schmieder (1883–1942 im KZ Dachau), Dresdner Antifaschist                              | 1946               | Die Straße wurde 1936 angelegt und hieß zunächst Zur Höhenluft. |                                                        |
| Altdölzschen Lage            |            | Alter Dorfkern von Dölzschen                                                                  |                    | Dölzschen entstand als Rundplatzdorf. |                                                        |
| Am Dölzschgraben Lage        |            | Lage am Dölzschgraben, Flurname einer lokalen Vertiefung                                      | 1936               | |                                                        |
| Am Kirschberg Lage           |            | Lage am Kirschberg, Flurname                                                                  |                    | |                                                        |
| Am Pfiff Lage                |            |                                                                                               | 1946               | Die Straße wurde 1935 angelegt und hieß zunächst Saarstraße. |                                                        |
| Am Tälchen Lage              |            | Lage am Tälchen, Flurname einer lokalen Vertiefung                                            | 1936               | |                                                        |
| Bernhard-Wensch-Straße Lage  |            | Bernhard Wensch (1908–1942 im KZ Dachau), katholischer Jugendseelsorger, Antifaschist         | 1946               | Die Straße wurde Ende der 1920er Jahre angelegt, hieß zunächst Eigenheimstraße und in der NS-Zeit Hindenburgstraße. |                                                        |
| Dölzschener Ring Lage        |            | Dölzschen                                                                                     | 2000               | |                                                        |
| Firstenweg Lage              |            | Verlauf entlang der Hangkante (First) des Plauenschen Grundes                                 |                    | Der Firstenweg entstand vermutlich im 16. Jahrhundert als kurfürstlicher Jagdweg und wurde vor 1945 auch als Fürstenweg bezeichnet. Ein Teilstück erhielt nach 1946 den Namen Kohlgraben. |                                                        |
| Friedhofsweg Lage            |            | Friedhof Dölzschen                                                                            | 1946               | Der Friedhofsweg hieß ab 1930 zunächst offiziell Roßthaler Weg. |                                                        |
| Grenzallee Lage              |            | Verlauf entlang der Flurgrenze von Dölzschen zu Naußlitz bzw. Löbtau                          | 1945               | Ursprünglich hieß sie Grenzstraße, in der NS-Zeit dann Hermann-Göring-Straße. |                                                        |
| Grüne Hoffnung Lage          |            |                                                                                               | 1946               | Die Straße hieß vor 1945 Bozener Straße. |                                                        |
| Hohendölzschener Straße Lage |            | Hohendölzschen, Villenviertel nordöstlich von Altdölzschen                                    | 1946               | Die Straße hieß zunächst umgangssprachlich Dölzschener Kirchweg, Brautweg oder Leichenweg. |                                                        |
| Hultschiner Straße Lage      |            | Hultschin, Stadt in Tschechien, Zentrum des Hultschiner Ländchens                             |                    | |                                                        |
| Kohlgraben Lage              |            | Flurname Kohlgraben                                                                           |                    | |                                                        |
| Kohlsdorfer Straße Lage      |            | Kohlsdorf, nahegelegener Ortsteil der Nachbarstadt Freital                                    |                    | |                                                        |
| Luftbadstraße Lage           |            | Luftbad Dölzschen                                                                             |                    | Die Luftbadstraße hieß ab 1918 zunächst Mäserstraße. |                                                        |
| Naußlitzer Straße Lage       |            | Naußlitz, benachbarter Stadtteil                                                              |                    | |                                                        |
| Ratsfeld Lage                |            | Flurname Ratsfeld                                                                             |                    | Die Straße hieß zunächst Marienburgstraße. |                                                        |
| Robert-Weber-Straße Lage     |            | Robert Weber († 1924), Schuldirektor in Dölzschen von 1898 bis 1915                           | 1935               | |                                                        |
| Rudi-Lattner-Straße Lage     |            | Rudi Lattner (1904–1945), Arbeitersportler, Dresdner Antifaschist                             | 1962               | Die Straße hieß zunächst Zastrowstraße. |                                                        |
| Serpentinstraße Lage         |            | Serpentine, kurvenreicher Weg am Berghang                                                     | 1946               | Die Straße wurde 1889 als Verbindung zwischen dem Dorfkern und dem im Plauenschen Grund gelegenen Ortsteil Niederdölzschen angelegt und hieß zunächst Bergstraße. |                                                        |
| Steigerweg Lage              |            | Steiger, Aufsichtsperson im Bergbau                                                           |                    | |                                                        |
| Südwesthang Lage             |            | Lage am Südwesthang des Elbtalkessels                                                         | 1946               | Die Straße hieß zunächst Memelstraße. |                                                        |
| Talblick Lage                |            | Blick ins Elbtal                                                                              |                    | |                                                        |
| Tharandter Straße Lage       |            | Tharandt, Stadt südwestlich von Dresden                                                       |                    | Die Tharandter Straße verläuft als Teil der Staatsstraße 194 durch den Plauenschen Grund und führt in Höhe Felsenkeller durch einen Tunnel. Sie wurde Mitte des 16. Jahrhunderts als Fußweg angelegt und 1745 zur Fahrstraße ausgebaut. Nach der Eingemeindung Dölzschens nach Dresden am 1. Juli 1945 wurde der seit 1904 auf dem Löbtauer Abschnitt gültige Name Tharandter Straße auch auf den Dölzschener Teil übertragen. | Tharandter Straße mit Weißeritztalbrücke und Begerburg |
| Wurgwitzer Straße Lage       |            | Wurgwitz, nahegelegener Stadtteil von Freital                                                 | 1946               | Die Straße hieß zunächst Pesterwitzer Straße. |                                                        |